# Serie GeForce 20
La serie GeForce 20 es una familia de unidades de procesamiento de gráficos desarrollada por Nvidia. Como sucesora de la serie GeForce 10, la línea comenzó a enviarse el 20 de septiembre de 2018, y después de varias ediciones, el 2 de julio de 2019, se anunció la línea de tarjetas GeForce RTX Super.
La serie 20 marcó la introducción de la microarquitectura Turing de Nvidia y la primera generación de tarjetas RTX, las primeras en la industria en implementar el trazado de rayos de hardware en tiempo real en un producto de consumo. Alejándose de la estrategia habitual de Nvidia, la serie 20 no tiene un rango de nivel de entrada, dejando que la serie 16 cubra este segmento del mercado.
Estas tarjetas son reemplazadas por la serie GeForce 30, impulsada por la microarquitectura Ampere.

## Historia

### Anuncio
El 14 de agosto de 2018, Nvidia se burló del anuncio de la primera tarjeta de la serie 20, la GeForce RTX 2080, poco después de presentar la arquitectura Turing en SIGGRAPH a principios de ese año. La serie GeForce 20 finalmente se anunció en Gamescom el 20 de agosto de 2018, convirtiéndose en la primera línea de tarjetas gráficas "diseñadas para manejar el trazado de rayos en tiempo real" gracias a la "inclusión de núcleos RT y tensor dedicados".
En agosto de 2018, se informó que Nvidia había registrado GeForce RTX y Quadro RTX como nombres.

### Lanzamiento
La línea comenzó a enviarse el 20 de septiembre de 2018. Como sucesora de la serie GeForce 10, la serie 20 marcó la introducción de la microarquitectura Turing de Nvidia y la primera generación de tarjetas RTX, las primeras en la industria en implementar el trazado de rayos de hardware en tiempo real en un producto de consumo.
Lanzado a fines de 2018, el RTX 2080 se comercializó como hasta un 75 % más rápido que el GTX 1080 en varios juegos, y también describió el chip como "la actualización generacional más importante de sus GPU desde los primeros núcleos CUDA en 2006". según PC Gamer.
Después del lanzamiento inicial, las versiones overclockeadas de fábrica se lanzaron a fines de 2018. La primera fue la edición "Ti", mientras que las tarjetas Founders Edition estaban overclockeadas por defecto y tenían una garantía de tres años. Cuando salió la GeForce RTX 2080 Ti, TechRadar la llamó "la GPU más poderosa del mundo en el mercado". El rendimiento de GeForce RTX 2080 Founders Edition fue revisado positivamente por PC Gamer el 19 de septiembre de 2018, pero fue criticado por el alto costo para los consumidores, y también señaló que su función de trazado de rayos aún no estaba disponible. utilizado por muchos programas o juegos. En enero de 2019, Tom's Hardware también declaró que la GeForce RTX 2080 Ti Xtreme era "la tarjeta gráfica para juegos más rápida disponible", aunque criticó el volumen de la solución de enfriamiento, el tamaño y la salida de calor en las carcasas de las PC. En agosto de 2018, la compañía afirmó que las tarjetas gráficas GeForce RTX fueron "las primeras tarjetas gráficas del mundo en contar con memoria GDDR6 súper rápida, una nueva salida DisplayPort 1.4 que puede manejar hasta 8K HDR a 60 Hz en monitores de la generación futura con solo un un solo cable y una salida USB tipo C para auriculares de realidad virtual de próxima generación".

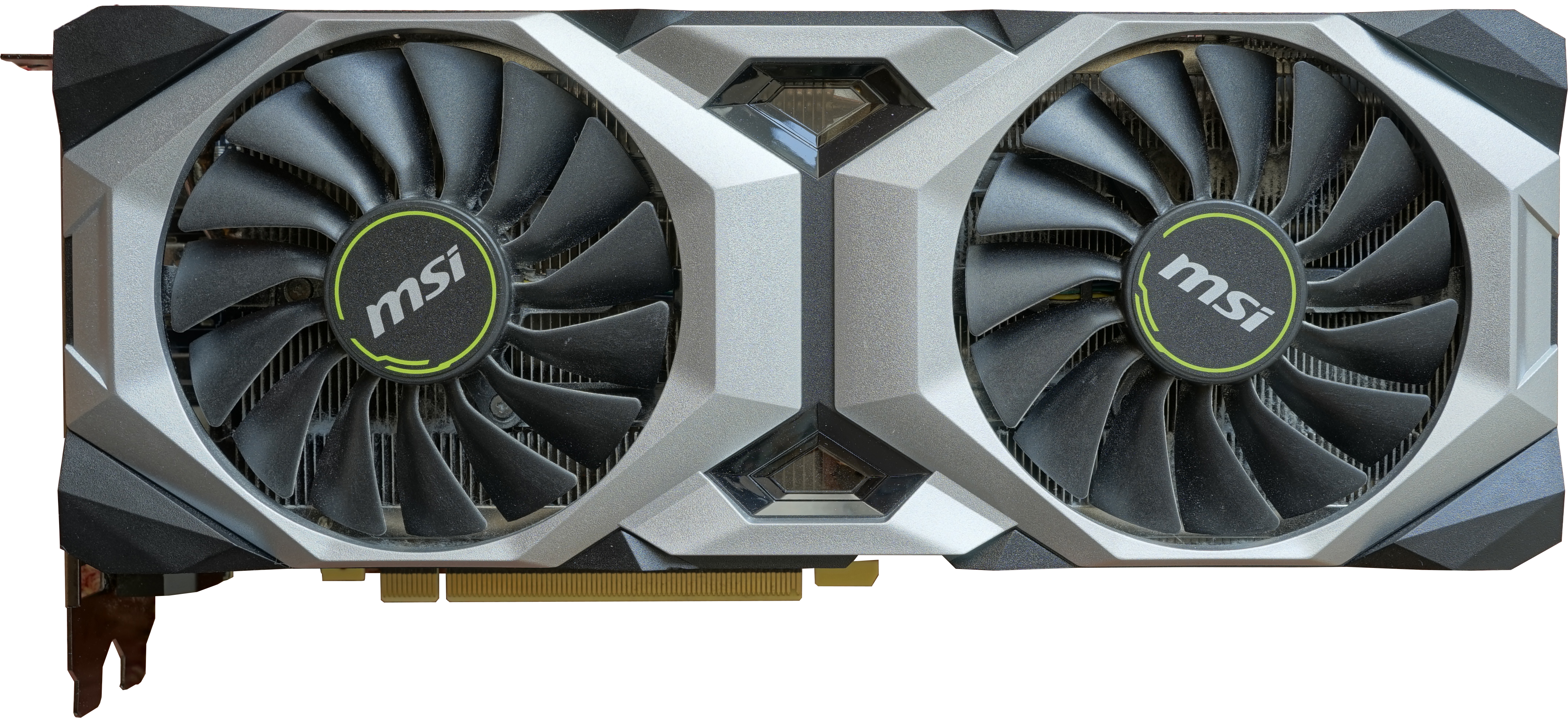
La RTX 2080 VENTUS OC, una tarjeta basada en RTX 2080 de MSI

En octubre de 2018, PC Gamer informó que el suministro de la tarjeta 2080 Ti era "extremadamente limitado" después de que la disponibilidad ya se había retrasado. Para noviembre de 2018, MSI ofrecía nueve tarjetas gráficas diferentes basadas en RTX 2080. Lanzado en diciembre de 2018, el Titan RTX de la línea tenía un precio inicial de $ 2500, significativamente más que los $ 1300 que se necesitaban para una GeForce RTX 2080 Ti.

### Marketing
En enero de 2019, Nvidia anunció que las tarjetas gráficas GeForce RTX se usarían en 40 computadoras portátiles nuevas de varias compañías. También ese mes, en respuesta a las reacciones negativas al precio de las tarjetas GeForce RTX, el CEO de Nvidia, Jensen Huang, declaró: "Tenían razón. [Nosotros] estábamos ansiosos por obtener RTX en el mercado principal. . . Simplemente no estábamos listos. Ahora estamos listos y se llama 2060", en referencia a la RTX 2060. En mayo de 2019, una revisión de TechSpot señaló que la Radeon VII recientemente lanzada por AMD era comparable en velocidades a la GeForce RTX 2080, aunque un poco más lenta en los juegos, con precios similares y enmarcados como competidores directos.
El 2 de julio de 2019, se anunció la línea de tarjetas GeForce RTX Super, que comprende versiones de mayor especificación de 2060, 2070 y 2080. Cada uno de los modelos Super se ofreció por un precio similar al de los modelos anteriores, pero con especificaciones mejoradas. En julio de 2019, NVidia declaró que las tarjetas gráficas "SUPER" de la serie GeForce RTX 20, que se presentarán, tenían una ventaja de rendimiento del 15 % sobre la GeForce RTX 2060. PC World calificó las súper ediciones como una actualización "modesta" por el precio, y el 2080 Super chip como la "segunda GPU más poderosa jamás lanzada" en términos de velocidad. En noviembre de 2019, PC Gamer escribió "incluso sin overclock, la 2080 Ti es la mejor tarjeta gráfica para juegos". En junio de 2020, PC Mag incluyó a la Nvidia GeForce RTX 2070 Super como una de las "mejores [8] tarjetas gráficas para juegos 4k en 2020". También se incluyeron GeForce RTX 2080 Founders Edition, Super y Ti. En junio de 2020, los minoristas anunciaron que las tarjetas gráficas, incluidas RTX 2060, RTX 2060 Super, RTX 2070 y RTX 2080 Super, tenían descuento en espera del lanzamiento de GeForce RTX 3080. En abril de 2020, Nvidia anunció 100 nuevas computadoras portátiles con licencia para incluir los modelos GeForce GTX y RTX.

#### Reintroducción de tarjetas antiguas
Debido a problemas de producción en torno a las tarjetas de la serie RTX 30 y una escasez general de tarjetas gráficas debido a problemas de producción causados por la actual pandemia de COVID-19, que provocó una escasez mundial de semiconductores y un aumento general de la demanda de tarjetas gráficas debido a un aumento en la minería de criptomonedas, la RTX 2060 y su contraparte Super, junto con la GTX 1050 Ti, volvieron a entrar en producción en 2021.
Además, la RTX 2060 se reeditó el 7 de diciembre de 2021 como una variante con 12 GB de VRAM. Sin embargo, la disponibilidad de la tarjeta en el lanzamiento fue escasa.

## Arquitectura
La serie RTX 20 se basa en la microarquitectura de Turing y cuenta con trazado de rayos de hardware en tiempo real. Las tarjetas se fabrican en un nodo optimizado de 14 nm de TSMC, llamado 12 nm FinFET NVIDIA (FFN). Las nuevas funciones de ejemplo en Turing incluyen sombreadores de malla, núcleos de trazado de rayos (RT) (aceleración de jerarquía de volumen delimitador ), núcleos de tensor (AI), núcleos de enteros dedicados (INT) para la ejecución simultánea de enteros, y Operaciones de punto flotante. En la serie GeForce 20, este trazado de rayos en tiempo real se acelera mediante el uso de nuevos núcleos RT, que están diseñados para procesar quadtrees y jerarquías esféricas, y acelerar las pruebas de colisión con triángulos individuales. 
El trazado de rayos realizado por los núcleos RT se puede utilizar para producir efectos como reflejos, refracciones, sombras, profundidad de campo, dispersión de luz y cáusticos, reemplazando las técnicas ráster tradicionales como los mapas de cubos y los mapas de profundidad. Notas: Sin embargo, en lugar de reemplazar la rasterización por completo, el trazado de rayos se ofrece en un modelo híbrido, en el que la información recopilada del trazado de rayos se puede usar para aumentar el sombreado rasterizado para obtener resultados más fotorrealistas.
Los Tensor Cores de segunda generación (que suceden a los de Volta) funcionan en cooperación con los núcleos RT, y sus características de IA se utilizan principalmente para dos fines: en primer lugar, eliminar el ruido de una imagen con trazado de rayos parcialmente llenando los espacios en blanco entre los rayos emitidos; También otra aplicación de los núcleos Tensor es DLSS (supermuestreo de aprendizaje profundo), un nuevo método para reemplazar el suavizado, mediante la generación artificial de detalles para mejorar la imagen renderizada a una resolución más alta. Los núcleos Tensor aplican modelos de aprendizaje profundo (por ejemplo, un modelo de mejora de resolución de imagen) que se construyen utilizando supercomputadoras. El problema a resolver se analiza en la supercomputadora, a la que se le enseña con ejemplos qué resultados se desean. Luego, la supercomputadora genera un modelo que luego se ejecuta en los núcleos Tensor del consumidor. Estos métodos se entregan a los consumidores como parte de los controladores de las tarjetas. 
Nvidia separa los troqueles de GPU para Turing en variantes A y no A, que se agregan o excluyen en la parte de las centenas del nombre del código de la GPU. Las variantes que no son A no pueden ser overclockeadas de fábrica, mientras que las variantes A sí lo están.
La serie GeForce 20 se lanzó con chips de memoria GDDR6 de Micron Technology. Sin embargo, debido a fallas reportadas con los modelos de lanzamiento, Nvidia cambió a chips de memoria GDDR6 de Samsung Electronics en noviembre de 2018.

## Software
Con la serie GeForce 20, Nvidia presentó la plataforma de desarrollo RTX. RTX utiliza DXR de Microsoft, OptiX de Nvidia y Vulkan para acceder al trazado de rayos. La tecnología de trazado de rayos utilizada en las GPU RTX Turing estuvo en desarrollo en Nvidia durante 10 años. La aplicación Nsight Visual Studio Edition de Nvidia se utiliza para inspeccionar el estado de las GPU.

## Productos
Todas las tarjetas de la serie cuentan con una interfaz PCIe 3.0 x16, que la conecta a la CPU, fabricada mediante un proceso de 12 nm FinFET de TSMC y usa memoria GDDR6 (inicialmente chips Micron en el momento del lanzamiento y luego chips Samsung a partir de noviembre de 2018).

### Escritorio
- El rendimiento de precisión doble (FP64) de los chips de Turing es 1/32 del rendimiento de precisión simple (FP32).

| Modelo                   | Lanzamiento              | Precio de lanzamiento MSRP (USD) | Nombre en clave | Transistores (mil millones) | Tamaño del chip (mm2) | Config. del núcleo | Cantidad de SM | Caché L2 | Velocidad de reloj | Velocidad de reloj | Tasa de relleno | Tasa de relleno | Memoria | Memoria               | Memoria       | Poder de procesamiento (TFLOPS) | Poder de procesamiento (TFLOPS) | Poder de procesamiento (TFLOPS) | Rendimiento del trazado de rayos | Rendimiento del trazado de rayos | Rendimiento del trazado de rayos | TDP   | Soporte de NVLink |
| Modelo                   | Lanzamiento              | Precio de lanzamiento MSRP (USD) | Nombre en clave | Transistores (mil millones) | Tamaño del chip (mm2) | Config. del núcleo | Cantidad de SM | Caché L2 | Núcleo (MHz)       | Memoria (MT/s)     | Pixel (GP/s)    | Texture (GT/s)  | Tamaño  | Ancho de banda (GB/s) | Ancho del bus | Media (turbo)                   | Simple (turbo)                  | Doble (turbo)                   | Rays/s (mil millones)            | RTX-OPS (billones)               | Tensor TFLOPS                    | TDP   | Soporte de NVLink |
| ------------------------ | ------------------------ | -------------------------------- | --------------- | --------------------------- | --------------------- | ------------------ | -------------- | -------- | ------------------ | ------------------ | --------------- | --------------- | ------- | --------------------- | ------------- | ------------------------------- | ------------------------------- | ------------------------------- | -------------------------------- | -------------------------------- | -------------------------------- | ----- | ----------------- |
| GeForce RTX 2060         | 15 de enero de 2019      | $349                             | TU106-200A      | 10.8                        | 445                   | 1920 120:48:30:240 | 30             | 3 MB     | 1365 (1680)        | 14000              | 65.52           | 163.8           | 6 GB    | 336                   | 192-bit       | 10.483 (12.902)                 | 5.242 (6.451)                   | 0.164 (0.202)                   | 5                                | 37                               | 51.6                             | 160 W | No                |
| GeForce RTX 2060         | 10 de enero de 2020      | $300                             | TU104-150       | 13.6                        | 545                   | 1920 120:48:30:240 | 30             | 3 MB     | 1365 (1680)        | 14000              | 65.52           | 163.8           | 6 GB    | 336                   | 192-bit       | 10.483 (12.902)                 | 5.242 (6.451)                   | 0.164 (0.202)                   | 5                                | 37                               | 51.6                             | 160 W | No                |
| GeForce RTX 2060 (12 GB) | 7 de diciembre de 2021   | ?                                | TU106-300       | 10.8                        | 445                   | 2176 136:48:34:272 | 34             | 3 MB     | 1470 (1650)        | 14000              | 79.2            | 224.4           | 12 GB   | 336                   | 192-bit       | 12.246 (14.362)                 | 6.123 (7.181)                   | 0.191 (0.224)                   | 6                                | 41                               | 57.4                             | 185 W | No                |
| GeForce RTX 2060 Super   | 9 de julio de 2019       | $399                             | TU106-410       | 10.8                        | 445                   | 2176 136:64:34:272 | 34             | 4 MB     | 1470 (1650)        | 14000              | 94.05           | 199.9           | 8 GB    | 448                   | 256-bit       | 12.246 (14.362)                 | 6.123 (7.181)                   | 0.191 (0.224)                   | 6                                | 41                               | 57.4                             | 175 W | No                |
| GeForce RTX 2070         | 17 de octubre de 2018    | $499                             | TU106-400       | 10.8                        | 445                   | 2304 144:64:36:288 | 36             | 4 MB     | 1410 (1620)        | 14000              | 90.24           | 203.04          | 8 GB    | 448                   | 256-bit       | 12.994 (14.930)                 | 6.497 (7.465)                   | 0.203 (0.233)                   | 6                                | 45                               | 59.7                             | 175 W | No                |
| GeForce RTX 2070         | 17 de octubre de 2018    | $599                             | TU106-400A      | 10.8                        | 445                   | 2304 144:64:36:288 | 36             | 4 MB     | 1410 (1620)        | 14000              | 90.24           | 203.04          | 8 GB    | 448                   | 256-bit       | 12.994 (14.930)                 | 6.497 (7.465)                   | 0.203 (0.233)                   | 6                                | 45                               | 59.7                             | 175 W | No                |
| GeForce RTX 2070 Super   | 9 de julio de 2019       | $499                             | TU104-410       | 13.6                        | 545                   | 2560 160:64:40:320 | 40             | 4 MB     | 1605 (1770)        | 14000              | 102.72          | 256.8           | 8 GB    | 448                   | 256-bit       | 16.435 (18.125)                 | 8.218 (9.062)                   | 0.257 (0.283)                   | 7                                | 52                               | 72.5                             | 215 W | 2 vías            |
| GeForce RTX 2080         | 20 de septiembre de 2018 | $699                             | TU104-400       | 13.6                        | 545                   | 2944 184:64:46:368 | 46             | 4 MB     | 1515 (1710)        | 14000              | 96.96           | 278.76          | 8 GB    | 448                   | 256-bit       | 17.840 (20.137)                 | 8.920 (10.068)                  | 0.279 (0.315)                   | 8                                | 60                               | 80.5                             | 215 W | 2 vías            |
| GeForce RTX 2080         | 20 de septiembre de 2018 | $799                             | TU104-400A      | 13.6                        | 545                   | 2944 184:64:46:368 | 46             | 4 MB     | 1515 (1710)        | 14000              | 96.96           | 278.76          | 8 GB    | 448                   | 256-bit       | 17.840 (20.137)                 | 8.920 (10.068)                  | 0.279 (0.315)                   | 8                                | 60                               | 80.5                             | 215 W | 2 vías            |
| GeForce RTX 2080 Super   | 23 de julio de 2019      | $699                             | TU104-450       | 13.6                        | 545                   | 3072 192:64:48:384 | 48             | 4 MB     | 1650 (1815)        | 15500              | 105.6           | 316.8           | 8 GB    | 496                   | 256-bit       | 20.275 (22.303)                 | 10.138 (11.151)                 | 0.317 (0.349)                   | 8                                | 63                               | 89.2                             | 250 W | 2 vías            |
| GeForce RTX 2080 Ti      | 27 de septiembre de 2018 | $999                             | TU102-300       | 18.6                        | 754                   | 4352 272:88:68:544 | 68             | 5.5 MB   | 1350 (1545)        | 14000              | 118.8           | 367.2           | 11      | 616                   | 352-bit       | 23.500 (26.896)                 | 11.750 (13.448)                 | 0.367 (0.421)                   | 10                               | 78                               | 107.6                            | 250 W | 2 vías            |
| GeForce RTX 2080 Ti      | 27 de septiembre de 2018 | $1199                            | TU102-300A      | 18.6                        | 754                   | 4352 272:88:68:544 | 68             | 5.5 MB   | 1350 (1545)        | 14000              | 118.8           | 367.2           | 11      | 616                   | 352-bit       | 23.500 (26.896)                 | 11.750 (13.448)                 | 0.367 (0.421)                   | 10                               | 78                               | 107.6                            | 250 W | 2 vías            |
| Nvidia Titan RTX         | 18 de diciembre de 2018  | $2499                            | TU102-400       | 18.6                        | 754                   | 4608 288:96:72:576 | 72             | 6 MB     | 1350 (1770)        | 14000              | 129.6           | 388.8           | 24 GB   | 672                   | 384-bit       | 24.884 (32.625)                 | 12.442 (16.312)                 | 0.389 (0.510)                   | 11                               | 84                               | 130.5                            | 280 W | 2 vías            |

### Computadora portátil
- Solo el RTX 2050 utiliza el chip Ampere GA107, que se fabrica mediante un proceso 8N de Samsung.

| Modelo                       | Lanzamiento             | Nombre en clave   | Transistores (mil millones) | Tamaño del chip (mm2) | Config. del núcleo | Cantidad de SM | Caché L2 | Velocidad de reloj | Velocidad de reloj | Tasa de relleno | Tasa de relleno | Memoria | Memoria               | Memoria       | Poder de procesamiento (TFLOPS) | Poder de procesamiento (TFLOPS) | Poder de procesamiento (TFLOPS) | Rendimiento del trazado de rayos | Rendimiento del trazado de rayos | TDP      |
| Modelo                       | Lanzamiento             | Nombre en clave   | Transistores (mil millones) | Tamaño del chip (mm2) | Config. del núcleo | Cantidad de SM | Caché L2 | Núcleo (MHz)       | Memoria (MT/s)     | Píxel (GP/s)    | Texturea (GT/s) | Tamaño  | Ancho de banda (GB/s) | Ancho del bus | Media (turbo)                   | Simple (turbo)                  | Doble (turbo)                   | Rays/s (mil millones)            | RTX-OPS (billones)               | TDP      |
| ---------------------------- | ----------------------- | ----------------- | --------------------------- | --------------------- | ------------------ | -------------- | -------- | ------------------ | ------------------ | --------------- | --------------- | ------- | --------------------- | ------------- | ------------------------------- | ------------------------------- | ------------------------------- | -------------------------------- | -------------------------------- | -------- |
| GeForce RTX 2050             | 17 de diciembre de 2021 | GA107 (GN20-S7)   | ?                           | ?                     | 2048 64:32:32:256  | 16             | 2 MB     | 1155 (1477)        | 14000              | 47.26           | 94.53           | 4 GB    | 112.0                 | 64-bit        | (12.10)                         | (6.050)                         | (0.189)                         | ?                                | ?                                | 30 –45 W |
| GeForce RTX 2060 Max-Q       | 29 de enero de 2019     | TU106 (N18E-G1)   | 10.8                        | 445                   | 1920 120:48:30:240 | 30             | 3 MB     | 975 (1175)         | 11000              | 56.88           | 142.2           | 6 GB    | 264.0                 | 192-bit       | (9.101)                         | (4.550)                         | (0.142)                         |                                  |                                  | 65 W     |
| GeForce RTX 2060             | 29 de enero de 2019     | TU106 (N18E-G1)   | 10.8                        | 445                   | 1920 120:48:30:240 | 30             | 3 MB     | 960 (1200)         | 14000              | 57.60           | 144.0           | 6 GB    | 336.0                 | 192-bit       | (9.216)                         | (4.608)                         | (0.144)                         | 3.5                              | 26                               | 80 –90 W |
| GeForce RTX 2060             | 2 de abril de 2020      | TU106 (N18E-G1-B) | 10.8                        | 445                   | 1920 120:48:30:240 | 30             | 3 MB     | 960 (1200)         | 14000              | 57.60           | 144.0           | 6 GB    | 336.0                 | 192-bit       | (9.216)                         | (4.608)                         | (0.144)                         | 3.5                              | 26                               | 115 W    |
| GeForce RTX 2070 Max-Q       | 29 de enero de 2019     | TU106 (N18E-G2)   | 10.8                        | 445                   | 2304 144:64:36:288 | 36             | 4 MB     | 885 (1185)         | 12000              | 75.84           | 170.6           | 8 GB    | 384.0                 | 256-bit       | (10.92)                         | (5.460)                         | (0.171)                         | 4                                | 31                               | 80 W     |
| GeForce RTX 2070             | 29 de enero de 2019     | TU106 (N18E-G2)   | 10.8                        | 445                   | 2304 144:64:36:288 | 36             | 4 MB     | 1215 (1440)        | 14000              | 92.16           | 207.4           | 8 GB    | 448.0                 | 256-bit       | (13.27)                         | (6.636)                         | (0.207)                         | 5                                | 38                               | 115 W    |
| GeForce RTX 2070             | 2 de abril de 2020      | TU106 (N18E-G1R)  | 10.8                        | 445                   | 2304 144:64:36:288 | 36             | 4 MB     | 1305 (1485)        | 14000              | 92.16           | 207.4           | 8 GB    | 448.0                 | 256-bit       | (13.27)                         | (6.636)                         | (0.207)                         | 5                                | 38                               | 115 W    |
| GeForce RTX 2070 Super Max-Q | 2 de abril de 2020      | TU104 (N18E-G2R)  | 13.6                        | 545                   | 2560 160:64:40:320 | 40             | 4 MB     | 930 (1155)         | 12000              | 69.1            | 172.8           | 8 GB    | 352.0                 | 256-bit       | (11.06)                         | (5.530)                         | (0.173)                         | 4                                | 34                               | 80 W     |
| GeForce RTX 2070 Super       | 2 de abril de 2020      | TU104 (N18E-G2R)  | 13.6                        | 545                   | 2560 160:64:40:320 | 40             | 4 MB     | 1140 (1380)        | 14000              | 88.3            | 220.8           | 8 GB    | 448.0                 | 256-bit       | (14.13)                         | (7.066)                         | (0.221)                         | 5                                | 40                               | 115 W    |
| GeForce RTX 2080 Max-Q       | 29 de enero de 2019     | TU104 (N18E-G3)   | 13.6                        | 545                   | 2944 184:64:46:368 | 46             | 4 MB     | 735 (1095)         | 12000              | 70.08           | 201.5           | 8 GB    | 384.0                 | 256-bit       | (12.89)                         | (6.447)                         | (0.202)                         | 5                                | 37                               | 80 W     |
| GeForce RTX 2080             | 29 de enero de 2019     | TU104 (N18E-G3)   | 13.6                        | 545                   | 2944 184:64:46:368 | 46             | 4 MB     | 1380 (1590)        | 14000              | 101.8           | 292.6           | 8 GB    | 448.0                 | 256-bit       | (18.72)                         | (9.362)                         | (0.293)                         | 7                                | 53                               | +150 W   |
| GeForce RTX 2080 Super Max-Q | 2 de abril de 2020      | TU104 (N18E-G3R)  | 13.6                        | 545                   | 3072 192:64:48:384 | 48             | 4 MB     | 735 (1080)         | 11000              | 69.1            | 207.4           | 8 GB    | 352.0                 | 256-bit       | (13.27)                         | (6.636)                         | (0.207)                         | 5                                | 38                               | 80 W     |
| GeForce RTX 2080 Super       | 2 de abril de 2020      | TU104 (N18E-G3R)  | 13.6                        | 545                   | 3072 192:64:48:384 | 48             | 4 MB     | 1365 (1560)        | 14000              | 99.8            | 299.5           | 8 GB    | 448.0                 | 256-bit       | (19.17)                         | (9.585)                         | (0.300)                         | 7                                | 55                               | +150 W   |